# 大阪市立玉出中学校
大阪市立玉出中学校（おおさかしりつ たまでちゅうがっこう）は、大阪市西成区にある公立中学校。略称「玉中（たまちゅう）」。

## 沿革
大阪市立成南中学校の玉出分校として、西成区玉出新町5-44（現在地：当時の住所表示）に1951年に設立されたことに始まる。現在地の学校敷地は、大阪大空襲で被災して焼け野原となっていた民家跡の土地を買収したものである。
分校設置から2年後の1953年に、西成区で5番目の中学校として独立した。校区については議論があったものの、結果的に玉出・南津守両小学校の卒業生を収容することになった。
当初は仮称の大阪市立西成第五中学校の仮称で発足したが、開校直後の1953年6月に大阪市立玉出中学校の校名が決定している。当初は校区の玉出と津守をあわせて「玉津中学校」とすることも検討されたが、東成区に大阪市立玉津中学校がすでにあったため断念し、学校所在地の地名・玉出からとった玉出中学校となった。

### 年表
- 1951年 - 現在地に大阪市立成南中学校玉出分校を設置
- 1953年4月1日 - 大阪市立西成第五中学校として独立開校
- 1953年6月8日 - 大阪市立玉出中学校と校名決定（創立記念日とする）
- 1953年6月16日 - 第一期鉄筋校舎落成
- 1953年10月30日 - 校旗・校歌制定
- 1964年11月 - 文部省道徳教育指定校研究発表
- 1992年4月 - 大阪市研究学校・文部省武道指導推進校の指定

## 通学区域
- 大阪市立玉出小学校と大阪市立南津守小学校の通学区域。
- 大阪市西成区 玉出東1-2丁目、玉出中1-2丁目（一部を除く）、玉出西1-2丁目、南津守1-7丁目
  - 玉出東1丁目のうち大阪市立岸里小学校の通学区域および玉出西1丁目のうち大阪市立千本小学校の通学区域（玉出中学校西側および北側の地域）については、大阪市立成南中学校との調整区域となる。

## 交通
- Osaka Metro四つ橋線 玉出駅下車、北西へ約500m。
- 南海本線 岸里玉出駅下車、玉出口から西へ約600m。